# Янранайгытгын
Янранайгытгын — озеро на Дальнем Востоке России, на территории Иультинского района Чукотского автономного округа. Площадь — 10,6 км²; площадь водосбора — 75,9 км².
Название в переводе с чукот. — «озеро у отдельной горы».
Расположено у западных склонов горы Янранай. С востока также ограничено безымянным массивом. К югу от водоёма начинается обширная Амгуэмская впадина. Из Янранайгытгына вытекает река, впадающая в Вульвывеем, протекающий севернее. В центре озера находится 3 небольших острова.
В водах озера обитает арктический голец.